# Ansamblul Muzeal și Monumental „Dr. Vasile Lucaciu”
Ansamblul Muzeal și Monumental „Dr. Vasile Lucaciu” este un muzeu județean din Șișești, amplasat în edificiu de la nr. 250 din localitate. Ansamblul muzeal evocă personalitatea preotului greco-catolic Dr. Vasile Lucaciu, supranumit "Leul de la Șișești" (1852 - 1922), cunoscut luptător pentru drepturile românilor din Transilvania. Părintele Dr. Vasile Lucaciu și familia sa au locuit aici aproape 30 ani. Ansamblul este alcătuit din: casa parohială (secolul al XVIII-lea), școala confesională (1905), biserica parohială greco-catolică "Biserica Sfintei Uniri a Tuturor Românilor (1890), cu mormântul Părintelui Vasile Lucaciu, locul de adunare,"Izvorul Maicii Românilor de la Sisești", coloanele de piatră pentru statuile lui Traian și Decebal, altarul vechii biserici de lemn, biblioteca familiei Lucaciu.
Casa în care preotul-paroh Dr. Vasile Lucaciu și familia sa au locuit aproape 30 ani la Șișești a fost construită în august 1837.

## Imagini

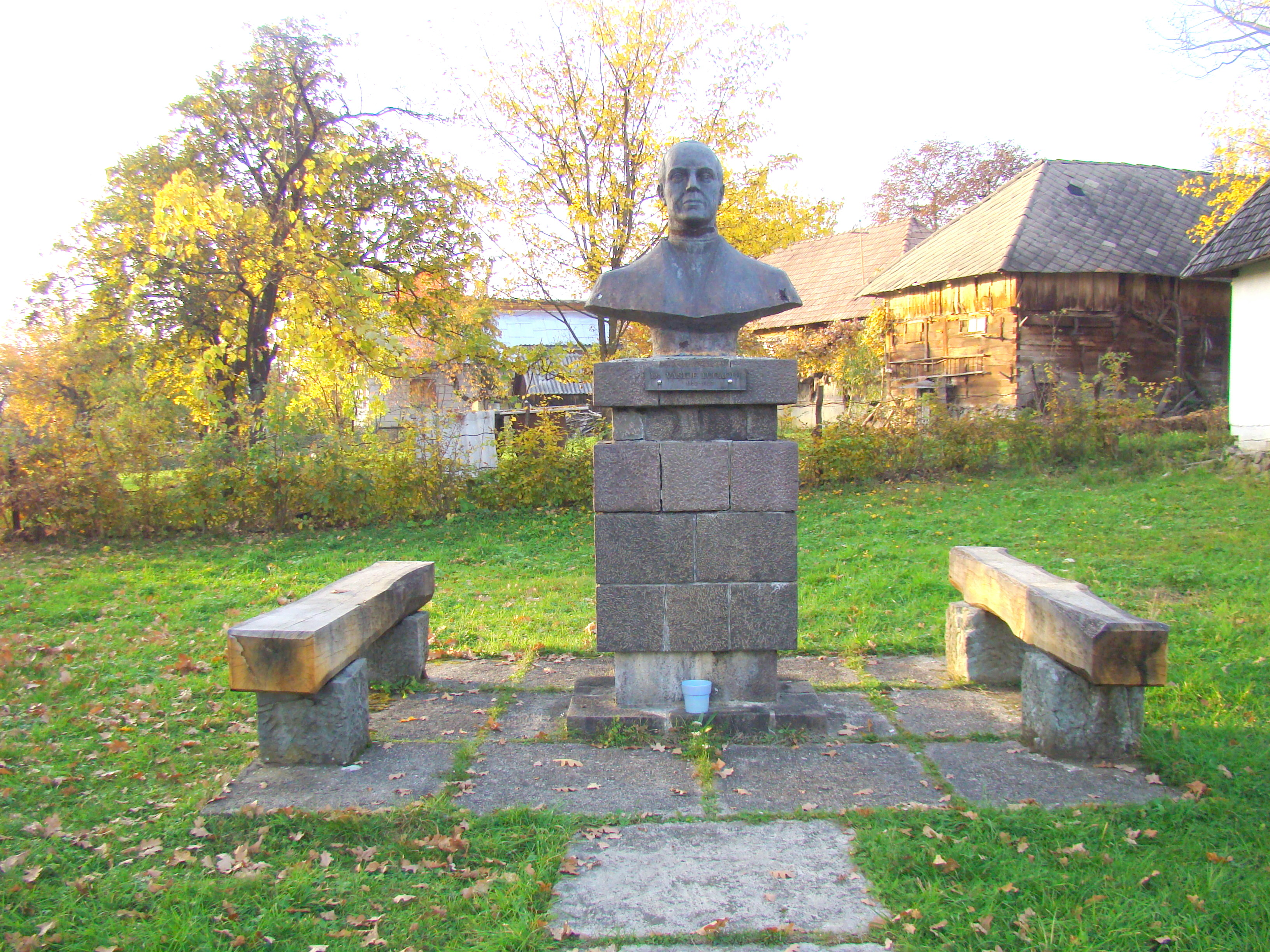
Bustul lui Vasile Lucaciu (în incinta complexului muzeal care îi poartă numele)
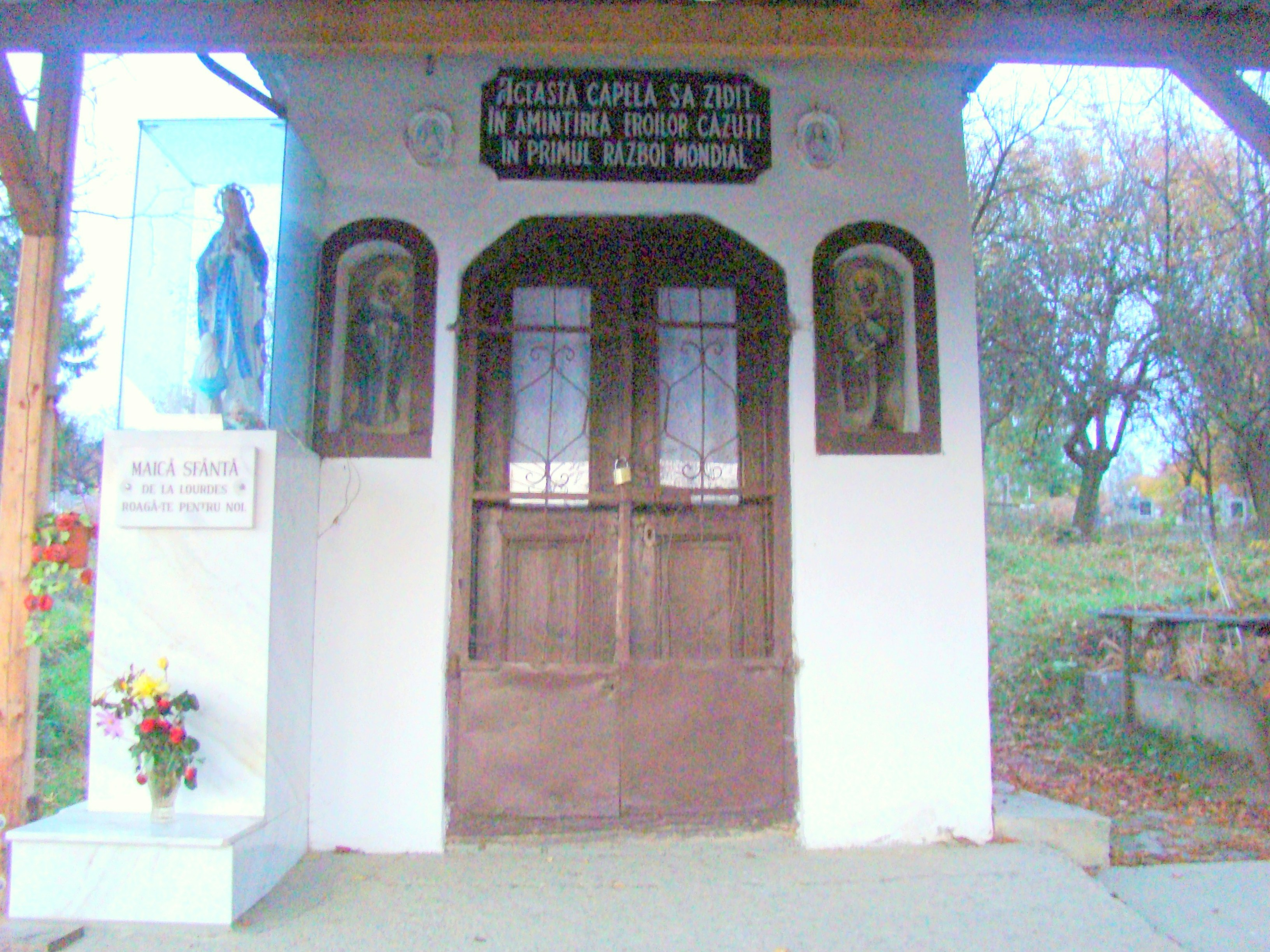
Capela Eroilor căzuți în Primul Război Mondial
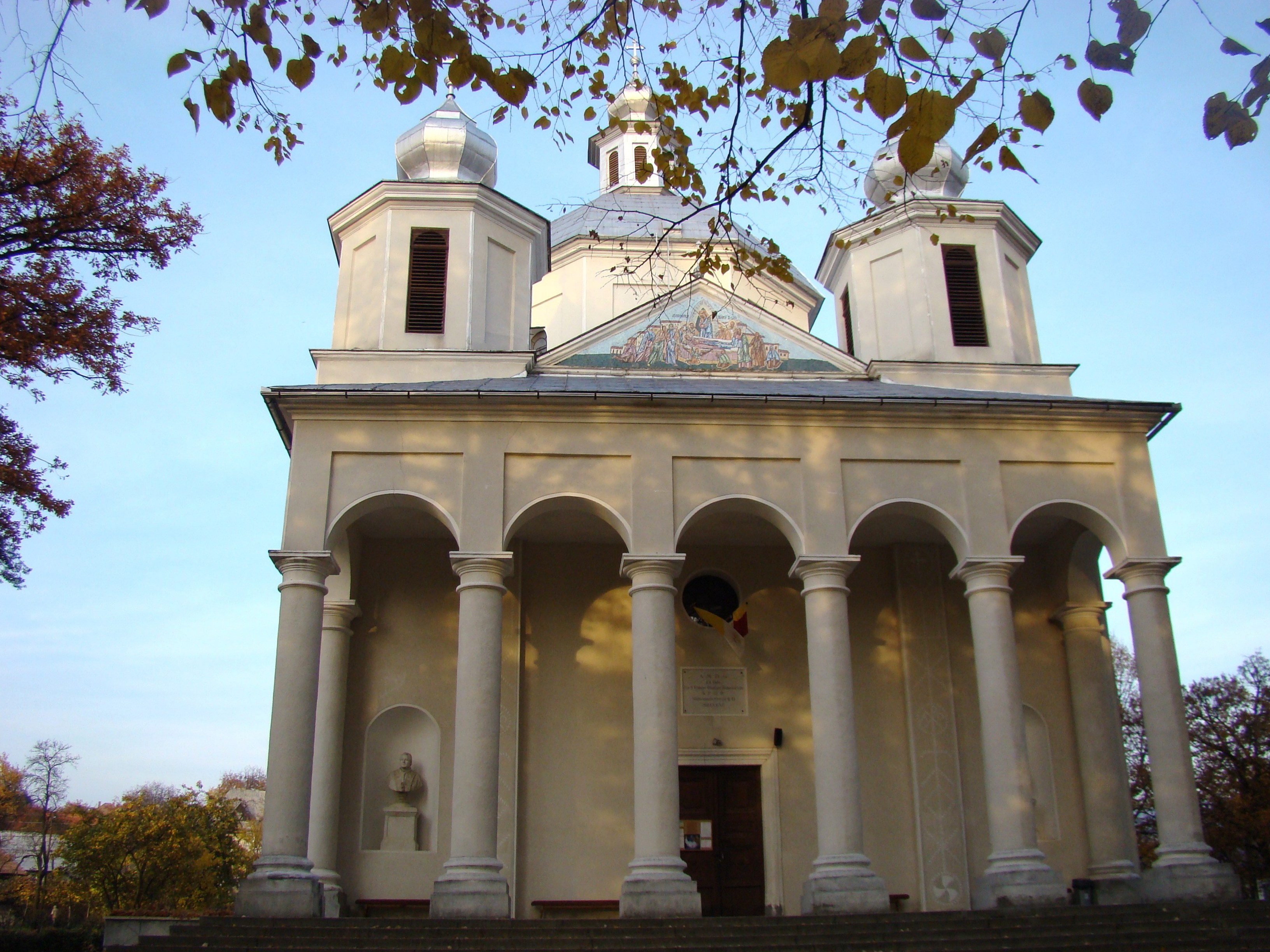
Biserica Unirii Tuturor Românilor
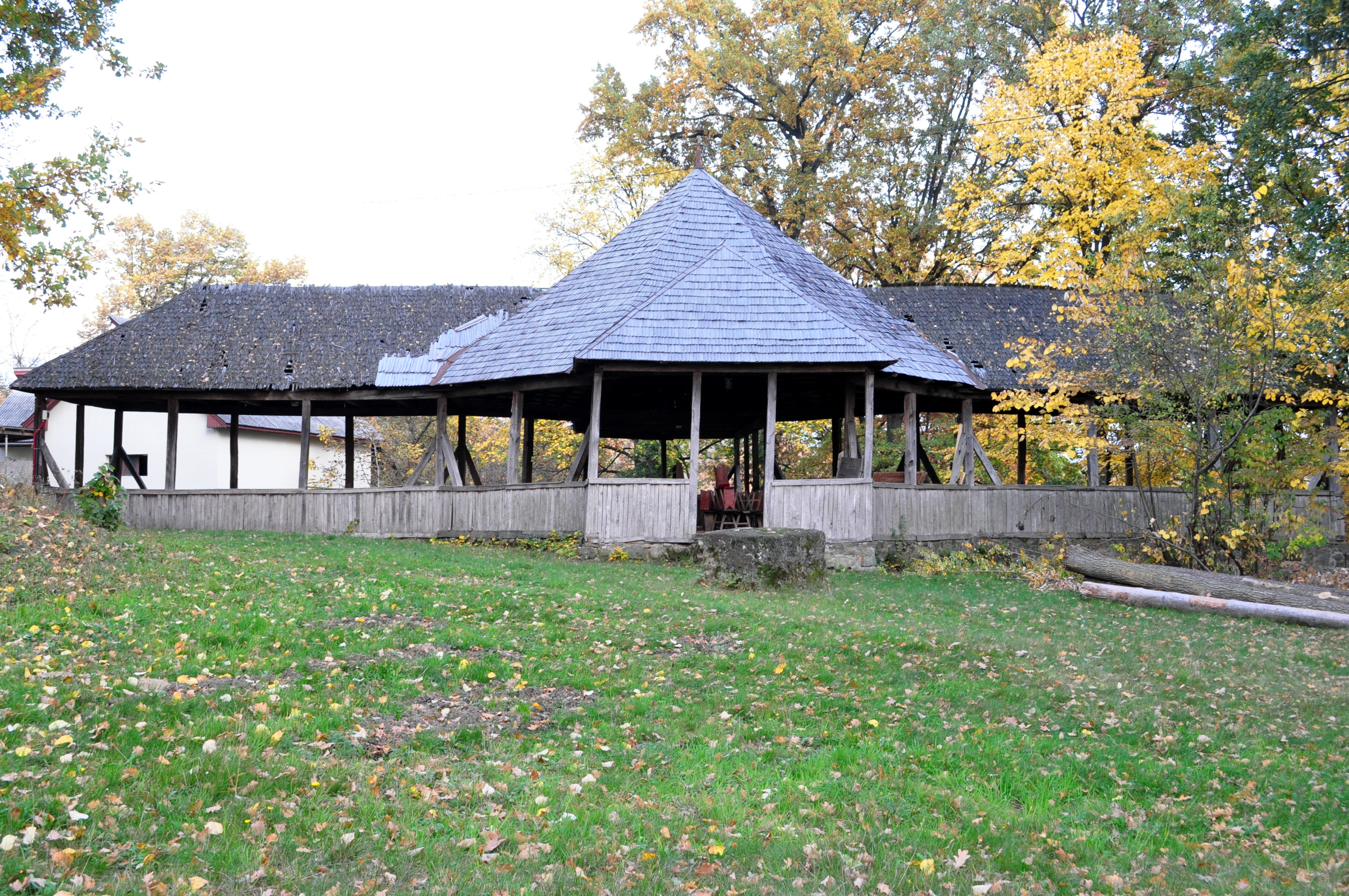
Pavilionul Unirii Tuturor Românilor
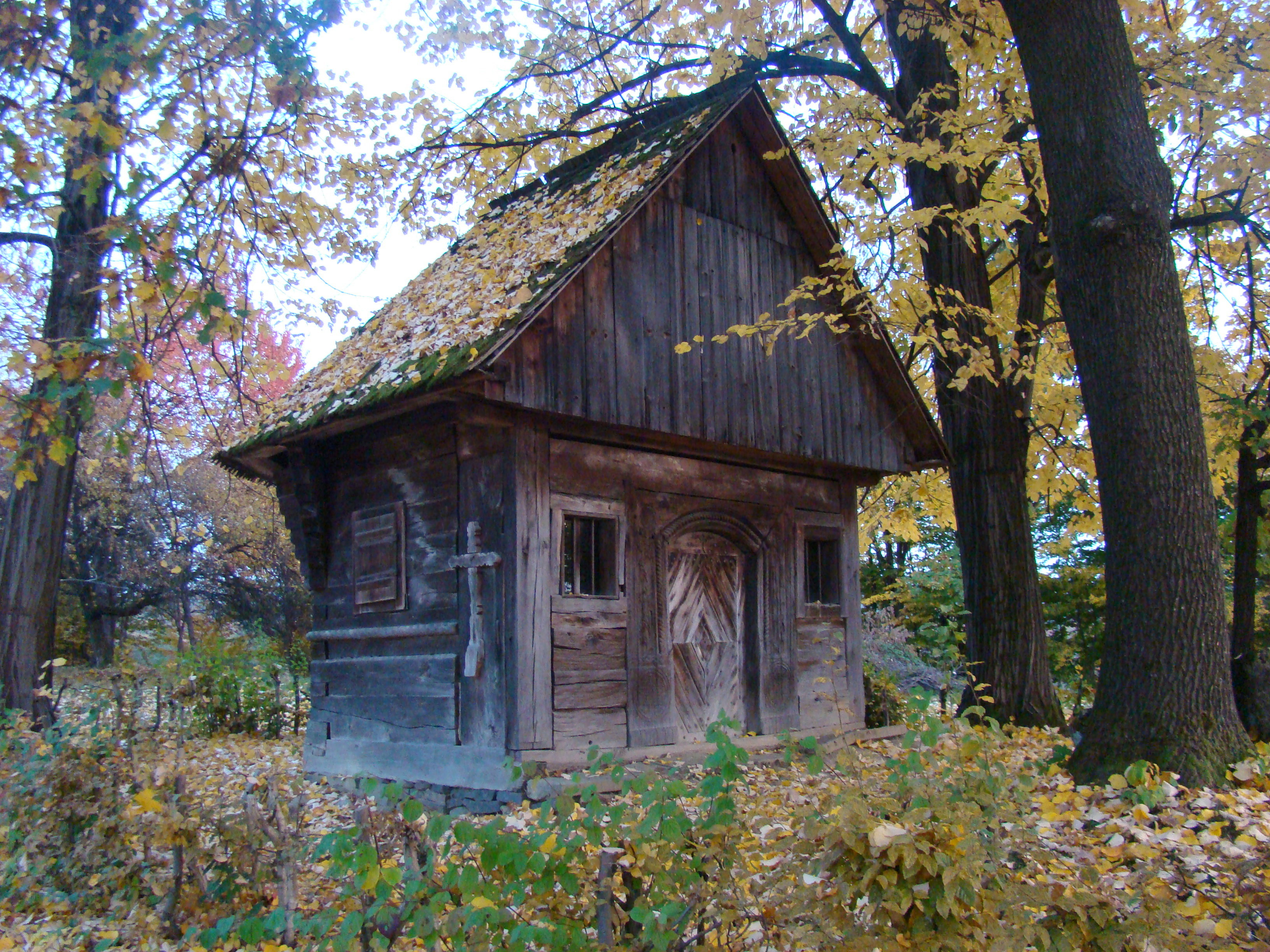
Absida bisericii de lemn
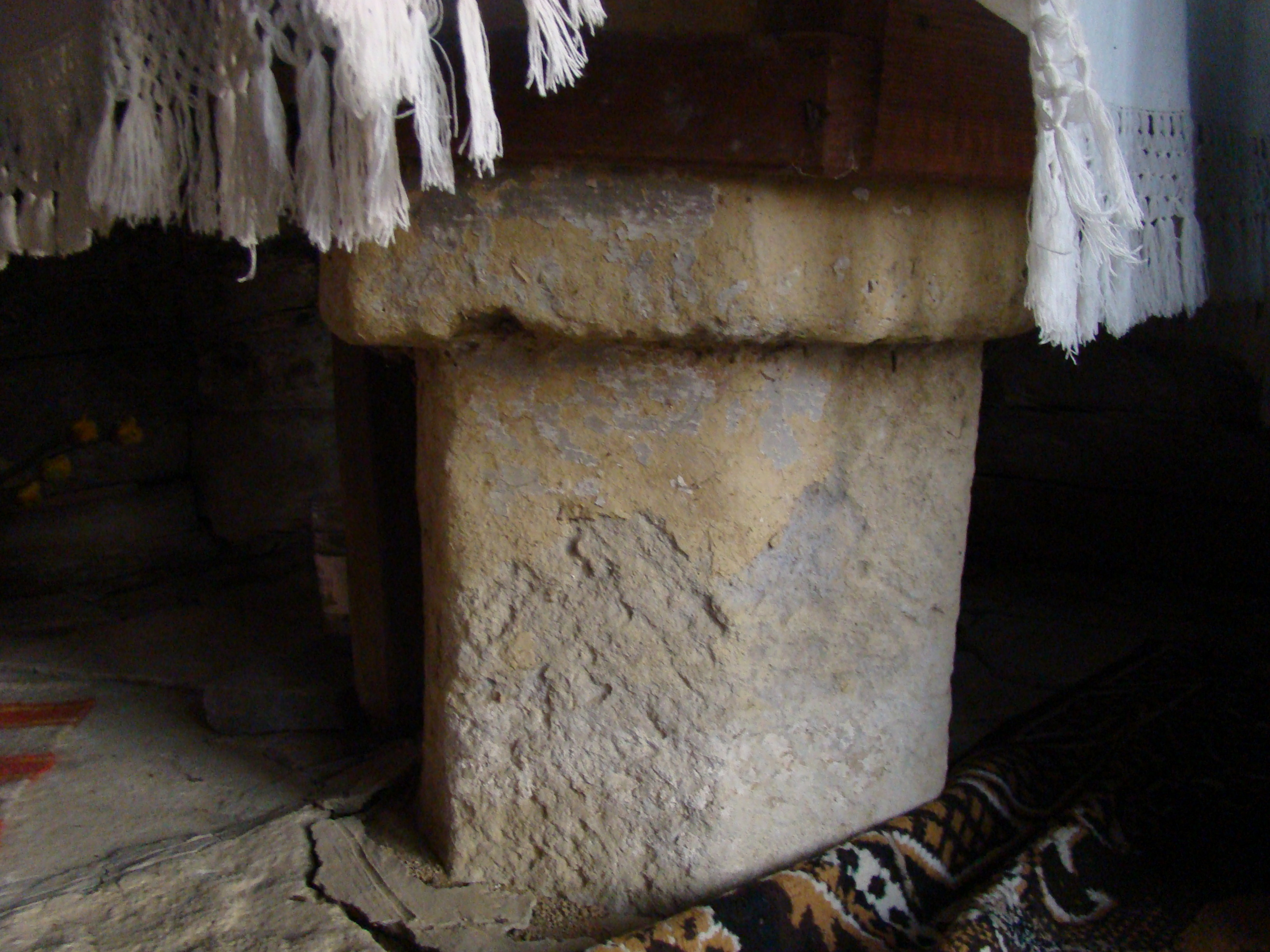
Masa altarului
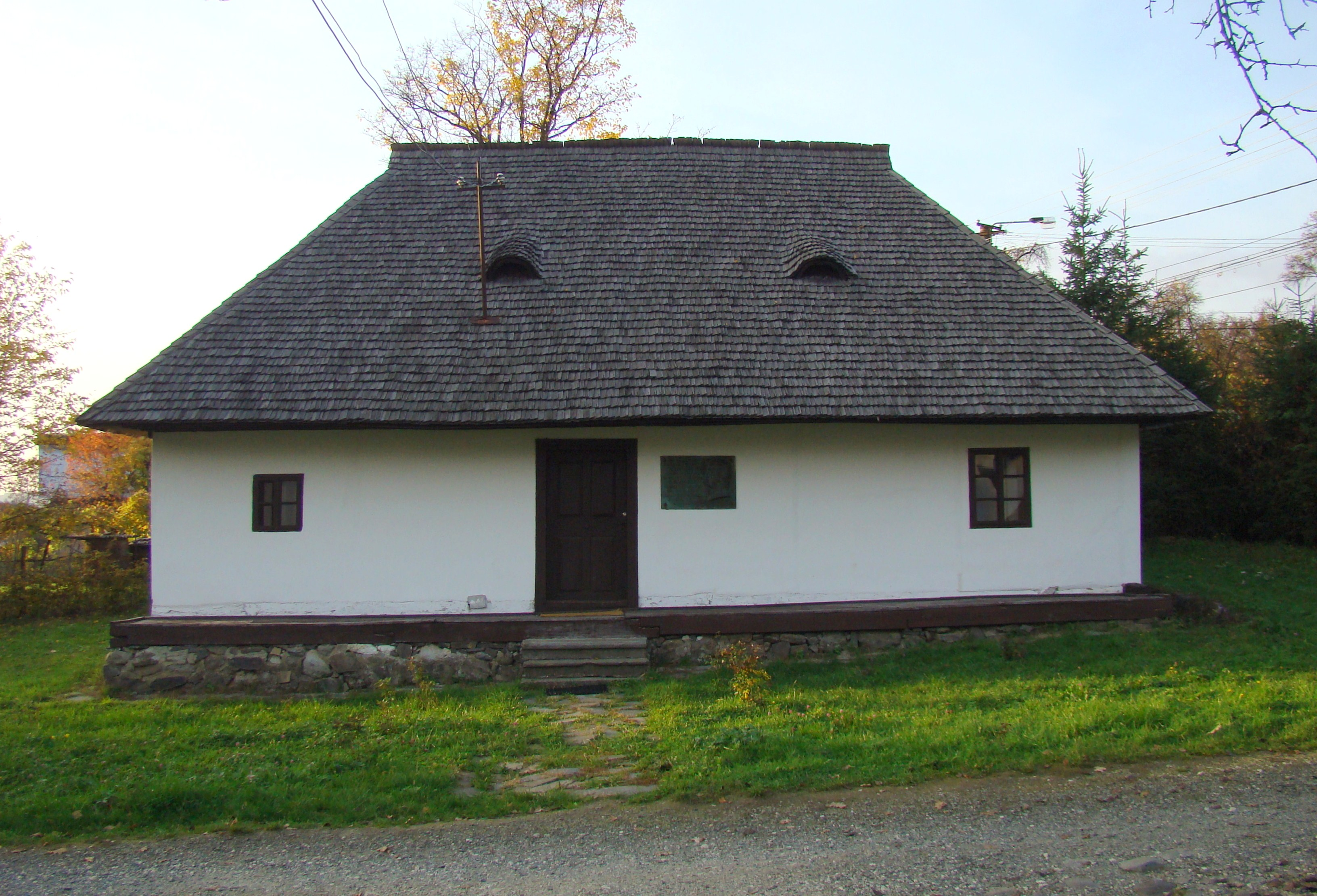
Casa de lemn Vasile Lucaciu
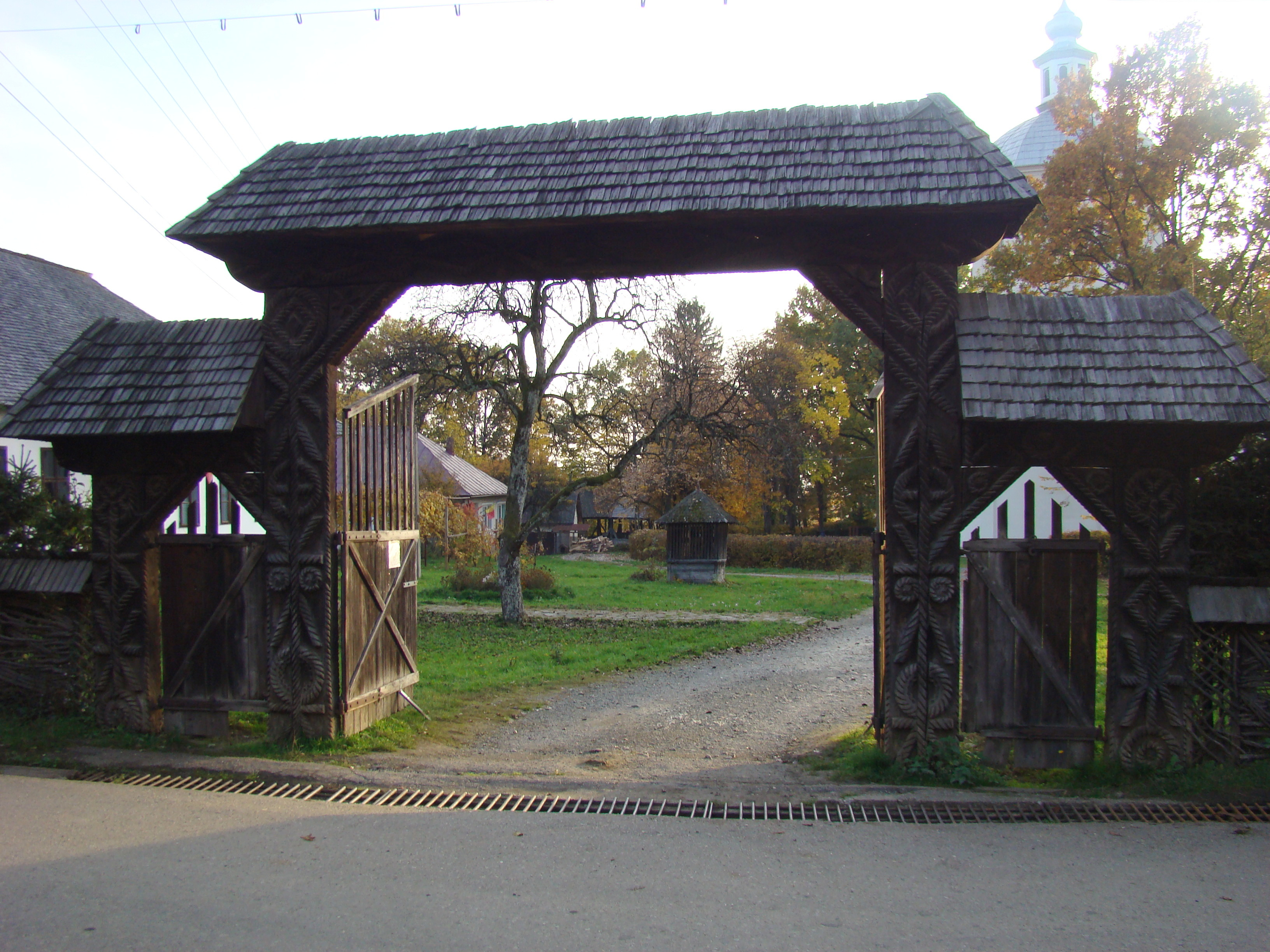
Poarta de lemn